# Badacsonytomaj
Het stadje Badacsonytomaj ligt in Hongarije aan de Badacsonyheuvel ten noordwesten van het Balatonmeer. Het ligt op 7 km van het iets noordelijk gelegen Tapolca.
Aan de 'dichter van het Balaton', Sándor Kisfaludy (1777-1844), herinnert zijn huis aan de gelijknamige straat.
Er is nu een restaurant in gevestigd. Door het heuvelgebied in de omgeving lopen gemarkeerde wandelpaden. De spoorlijn draait nu noordwaarts achter de Badacsony-heuvel, en weg van het meer, richting Tapolca.
Voorbij deze stad draait de spoorlijn terug zuidwaarts, naar en weer langs het Balatonmeer, naar de westelijke punt van het meer en de stad Keszthely.